# Alfred Espinas
Alfred Espinas (Saint-Florentin (Yonne), 23 maggio 1844 – Saint-Florentin (Yonne), 24 febbraio 1922) è stato un sociologo, antropologo e filosofo francese.

## Biografia

### Studi
Ammiratore di Herbert Spencer e molto legato a Théodule Ribot, Espinas partecipa attivamente all'affermazione della psicologia e della sociologia in Francia. Dopo aver frequentato il Lycée de Sens (dove fu compagno di Stéphane Mallarmé) si iscrive al Lycée Louis- le-Grand di Parigi per ottenere il titolo di "Bachelier ès lettres et ès sciences". Frequenta l'École normale supérieure (1864–1867) fino a ottenere la "Licence ès lettres" (1865). Nel 1871 Ottiene infine l'"Agrégation de philosophie" classificandosi al primo posto. L'8 giugno 1877 discute la sua "thèse de doctorat ès lettres" alla Sorbona (Des sociétés animales: étude de psychologie comparée, Alcan 1877).

### Percorso professionale
Supplente di filosofia al Liceo di Bastia (1867); incaricato del corso di filosofia al Liceo di Chaumont (1868); professore di filosofia nei Licei di Le Havre (1871) e di Digione (1873). Nel 1878 viene nominato "maître de conférences de philosophie" alla Facoltà di Lettere di Douai e successivamente incaricato alla Facoltà di Lettere di Bordeaux (1879) dove sarà in seguito titolare della cattedra di filosofia (1881) e "Doyen" nel triennio 1887-1890. Arriva finalmente a Parigi, prima come incaricato di un corso di Storia dell'economia sociale alla Sorbona nel 1894, e poi in qualità di "professeur-adjoint", nel 1899. Nel 1904 diventa professore di Storia dell'economia sociale e nel 1905 viene eletto alla prestigiosa "Académie des sciences morales et politiques". Va in pensione nel 1911.
Ha collaborato a diverse riviste, come la "Revue Philosophique", la "Revue Internationale de l'Enseignement" e la "Revue de Métaphysique et de morale".

## Opere
- Des sociétés animales: étude de psychologie comparée (1877) ;
- Des sociétés animales: étude de psychologie comparée (2ª ed. rev. e aum. 1878) ;
- La Philosophie expérimentale en Italie: origines, état actuel, Paris, Baillière, 1880 ;
- La république de Platon, livre VI, Paris, Baillière, 1881;
- L'idée générale de la pédagogie, 1884;
- La République de Platon, livre VIII, Paris, Baillière, 1885;
- Histoire des doctrines économiques, Paris, Baillière, 1891 ;
- Les Origines de la technologie: étude sociologique, Paris, Alcan, 1897 ;
- La Philosophie sociale du XVIIIe siècle et la Révolution, Paris, Alcan, 1898 ;
- Descartes et la morale: études sur l'histoire de la philosophie de l'action (2 voll.), Paris, Bossard, 1925.

## Traduzioni
- Herbert Spencer, Principes de psychologie, Paris, Baillière, 1874 (tr. fr. di A. Espinas e Th. Ribot)  ;
- Traduction française des auteurs grecs expliqués dans la classe de philosophie conformément aux programmes du 2 août 1880 : Platon, La république (livre 8.), (traduit par A. Espinas), Paris, Baillière, 1882.